# Јаков Галички
Јаков Галички је руски православни светитељ из XV века.

## Биографија
Потекао је из племићке породице. Као млад се замонашио у манастиру Пајсијево-Галичком монасиру Успења Пресвете Богородице. Био је ученик светог Сергија Радонежског. Неколико година након монашења рукоположен је за свештеника..
Недалеко од Галича, у Костромској области, основао је манастир, и био његов први игуман. По црквеном предању имао је дар прозорљивости.
Умро је 1442. године у Галичу.
Канонизован је 1981. године.